# Germknödel

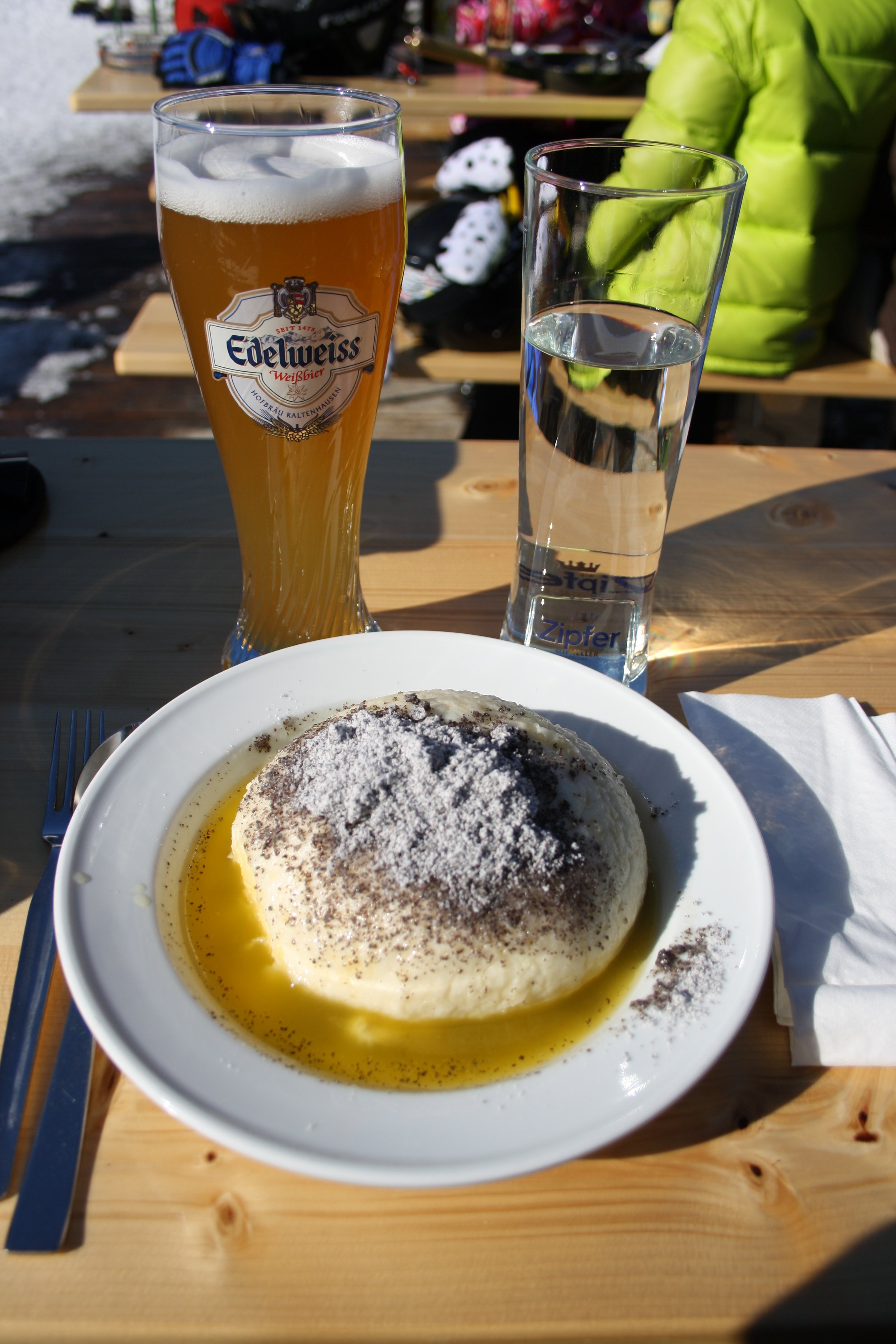
Germknödel mit Butter

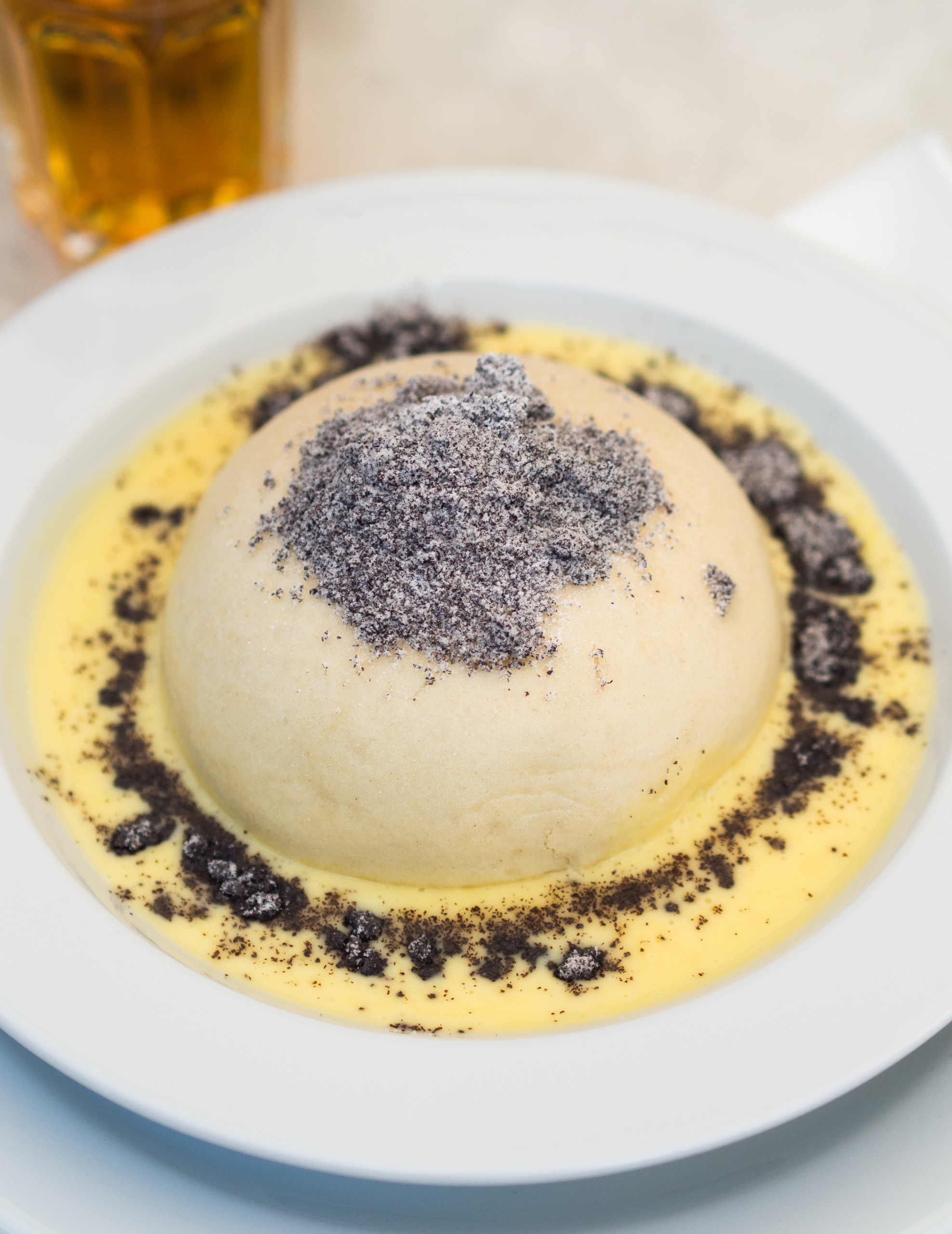
Germknödel mit Vanillesauce

Germknödel (bairisch, österreichisches Deutsch: Germ Hefe), in manchen Regionen bekannt als „süße Klöße“, sind eine Art von Dampfnudeln, einer Mehlspeise, die in der österreichischen, der böhmischen und der bayerischen Küche sehr verbreitet ist. Sie sind eine Zubereitungsvariante von Hefeklößen.
Germknödel sind große, halbkugelförmige und mit Powidl (Pflaumenmus) gefüllte Knödel aus Germteig (Hefeteig). Nach dem Garen und kurz vor dem Servieren werden sie in der klassischen Wiener Zubereitungsart mit zerlassener Butter übergossen und mit einer Mischung aus gemahlenem Mohn und Staubzucker (Mohnzucker) bestreut.
Eine andere Variante ist das Übergießen mit Butter und/oder Vanillesauce. In Südböhmen gibt es eine Variante (kynuté borůvkové knedlíky), bei der Heidelbeeren zur Füllung und geriebener Topfen zum Bestreuen verwendet werden. Germknödel werden immer warm serviert.
Germknödel werden in gesalzenem Wasser gekocht oder über kochendem Wasser gedämpft.
Wegen ihrer Größe werden Germknödel meist als Hauptspeise serviert. Zudem werden sie von großen Erzeugern als Fertiggericht angeboten, meist mit Graumohn und Butter.